# Terpna davidaria
Terpna davidaria är en fjärilsart som beskrevs av Gustave Arthur Poujade 1895. Terpna davidaria ingår i släktet Terpna och familjen mätare. Inga underarter finns listade i Catalogue of Life.